# Jake Vision
Jake Vision – polskie przedsiębiorstwo zajmujące się produkcją programów telewizyjnych, głównie rozrywkowych. Założone w 2011 przez Jana Kepinskiego, polskiego producenta i reżysera holenderskiego pochodzenia, po likwidacji firmy producenckiej Intergalactic, którą współtworzył z Adamem Vighem.

## Współpraca z nadawcami
Jake Vision współpracuje ze stacją TVN, dla której produkuje m.in.: reality show Agent – Gwiazdy (2016–2019) oraz The Traitors. Zdrajcy (zdjęcia od 2023, emisja od 2024), teleturniej Milionerzy (od 2017) oraz program kulinarny Doradca smaku (od 2016), a także z innym kanałem Grupy TVN – TTV, dla której produkowało program Kossakowski. Być jak…
Jake Vision współpracuje także z telewizją Polsat, dla której produkowało programy kulinarne Hell’s Kitchen. Piekielna kuchnia i Top Chef, talent show Must Be the Music. Tylko muzyka, Got to Dance. Tylko taniec i inne programy m.in. dla Polsat Café. Jesienią 2017 roku zrealizowało dla tego nadawcy reality show Wyspa przetrwania, w 2019 roku zaczęło tworzyć programy Love Island. Wyspa miłości i Ninja Warrior Polska, a w 2024 roku przejęło produkcję programu Dancing with the Stars. Taniec z gwiazdami.
Firma była także producentem emitowanego na antenie TVP2 programu kulinarnego Bake Off – Ale ciacho! (2016–2019) oraz filmu dokumentalnego Polska oczami orła – 10 lat Polski w Unii Europejskiej dla TVP1 (2014).
W roku 2021 przedsiębiorstwo rozpoczęło produkcję programu Magia nagości. Polska dla stacji Zoom TV.

## Jake Vision DGA Studio
Jake Vision DGA Studio – polski producent seriali oraz filmów fabularnych, powstały po połączeniu Jake Vision razem z ze spółką produkującą seriale DGA Studio, której właścicielką była Dorota Kośmicka-Gacke. Właścicielami są Jan Kepinski oraz Dorota Kośmicka-Gacke.
Produkcje:
- Motyw (2019) – Player, TVN[12]
- Tajemnica zawodowa (2021–2022) – Player, TVN[13]
- Piękni i bezrobotni (2021) – Polsat[14]
- Mamy to (2021) – Player[15]
- The Office PL (od 2021) – Canal+ Premium
- Emigracja XD (2023) – Canal+ Premium
- Camera Café. Nowe parzenie (2023) – Player, TVN
- Algorytm miłości (2024) – Canal+ Premium[16][17]
- Edukacja XD (2025) - Canal+